# Schwebsange
Schwebsange (lb. Schwéidsbeng, niem. Schwebsingen) – wieś (Uertschaft) w południowo-wschodnim Luksemburgu, w kantonie Remich, w gminie Schengen. Do 3 października 2015 miejscowość leżała w dystrykcie Grevenmacher, a do 31 grudnia 2011 należała do gminy Wellenstein. Liczy 437 mieszkańców (31 grudnia 2022).
Jest to miejscowość winiarzy - otaczają ją plantacje winogron ciągnące się wzdłuż rzeki Mozeli po wschodnią granicę Luksemburga.